# Numer siedemnaście
Numer siedemnaście (ang. Number Seventeen) – angielski, czarno-biały kryminał w reżyserii Alfreda Hitchcocka z 1932 roku, oparty na sztuce teatralnej J. Jeffersona Farjeona.
Przez wiele lat dostępny był jedynie w bardzo słabej jakości. Jednak w 2005 roku odrestaurowaną wersję filmu wydał francuski Canal+

## Treść
Opowiada historię grupy przestępczej która dokonuje napadu na sklep jubilerski i chowa zdobyty łup w starym domu nad linią kolejową prowadzącą do kanału La Manche. W detektywie, będącym na tropie gangu, zakochuje się dziewczyna wchodząca w jego skład. Korzystając z jej wskazówek ustala miejsce pobytu podejrzanych. Opuszczony gmach budzi jednak zainteresowanie włóczęgi, który znajduje łup złodziei. Sytuacja zaczyna się wymykać wszystkim spod kontroli. Detektyw, wpadając w ręce gangu, zmuszony jest jechać z nimi na statek, zmierzający do Europy. W mieście rozpoczyna się pościg.
Tytuł filmu pochodzi od numeru domu, w którym ukryto diamenty.

## Obsada
- Leon M. Lion jako Ben
- Anne Grey jako Nora
- John Stuart jako Barton
- Donald Calthrop jako Brant
- Barry Jones jako Henry Doyle
- Ann Casson jako Rose Ackroyd
- Henry Caine jako Mr Ackroyd
- Garry Marsh jako Sheldrake